# 컴퍼스 포인트 스튜디오

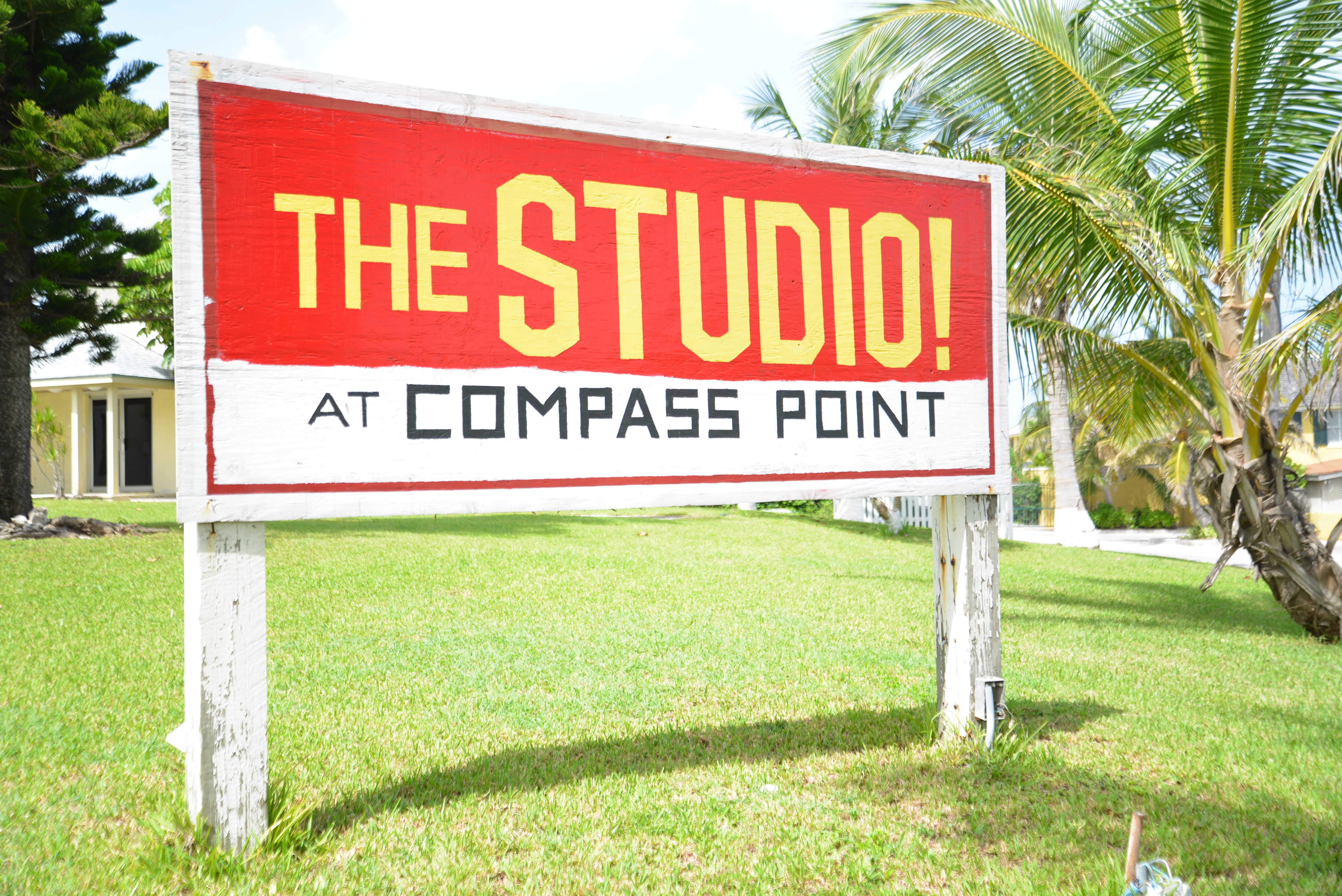

컴퍼스 포인트 스튜디오(영어: Compass Point Studios)는 바하마에 위치한 녹음실로, 아일랜드 레코드의 소유자였던 크리스 블랙웰이 1977년에 설립하였다.

## 음악가
나소에서 서쪽으로 10마일 정도 떨어져있는 뉴프로비던스섬에 위치하여 있으며, 1970년대부터 1980년에 활동한 많음 음악가가 녹음을 하였다. 세상에서 두 번째로 많이 팔린 음반인 AC/DC의 “Back in Black”도 이곳에서 녹음되었다.
그레이스 존스, 브라이언 이노, 토킹 헤즈, 아이언 메이든, The B-52's, 데이비드 보위 등의 음악가도 컴퍼스 포인트 스튜디오에서 녹음을 한 적이 있다.

## 폐업
블랙웰의 다른 사업에 대한 관심도가 높아지면서 스튜디오를 직접 관리하는 데 보내는 시간이 줄어들게 되었다. 이후 1987년 프로듀서 겸 매니저였던 알렉스 새드킨이 사망하면서 스튜디오는 점점 쇠퇴하기 시작하였다.
1992년, 블랙웰은 미국의 녹음 스튜디오와 비디오 제작소의 소유주이자 운영자인 테리와 셰리 매닝을 고용하며 스튜디오를 구하기 위한 조치를 취하였다. 둘은 컴퍼스 포인트 스튜디오의 모든 측면을 감독하였다. 1992년 말에 도착한 두 명은 두 개의 대형 스튜디오를 복원하기 시작했으며, 현대식 녹음 장비로 완전히 다시 꾸몄다.
나소의 스튜디오는 스튜디오가 위치한 근처 지역의 범죄율이 증가하면서 2010년에 문을 닫았다.